# 神尾元珍
神尾 元珍 （かんお もとはる/もとたか、元和2年（1616年） - 貞享4年11月20日（1687年12月24日））は、江戸時代前期の旗本、茶人。神尾元勝の子。母は土屋昌恒の娘（阿茶の局の養女）。主水、従五位下、若狭守。正室は織田尚長の娘。弟に神尾元清、梶川忠勝（梶川忠久養子）、妹に小堀政十室、柴田勝興室、大岡忠章室、能勢頼宗室、相馬義胤養妹。子に神尾元知、奥山良和室。
承応元年、従五位下、若狭守に叙任する。寛文3年使番となり、同4年日光の目付代となる。延宝5年、法皇及び女院御所造営の奉行を務め、同年作事奉行に転任する。貞享2年職を辞して寄合となり、翌年致仕し、紹元と号する。
織部流の佐久間将監に師事し茶の湯を学んだ（小堀遠州にも師事した）。